# Carmen (Kostaryka)
Carmen – dystrykt w Kostaryce, w kantonie Cartago, w prowincji Cartago.

## Geografia
Carmen ma powierzchnię 4,39 kilometrów kwadratowych i leży na wysokości 1 515 m n.p.m..

## Demografia
Według zliczenia ludności w 2011 roku w dystrykcie Carmen mieszkało 17 425 mieszkańców.

## Transport

### Transport drogowy
Przez dystrykt Carmen biegną następujące drogi krajowe:
- Droga krajowa nr 219